# Arroyo Ceibal
Arroyo Ceibal é uma comuna da província de Santa Fé, na Argentina.